# Chimayo, New Mexico
Chimayo, New Mexico (енгл. Chimayo) насељено је место без административног статуса у америчкој савезној држави Њу Мексико.

## Демографија
По попису из 2010. године број становника је 3.177, што је 253 (8,7%) становника више него 2000. године.
| Група             | 2000.         | 2010.         |
| Белци             | 238 (8,1%)    | 286 (9,0%)    |
| Афроамериканци    | 4 (0,1%)      | 15 (0,5%)     |
| Азијати           | 2 (0,1%)      | 3 (0,1%)      |
| Хиспаноамериканци | 2.656 (90,8%) | 2.840 (89,4%) |
| Укупно            | 2.924         | 3.177         |